# Uwolnić orkę 3

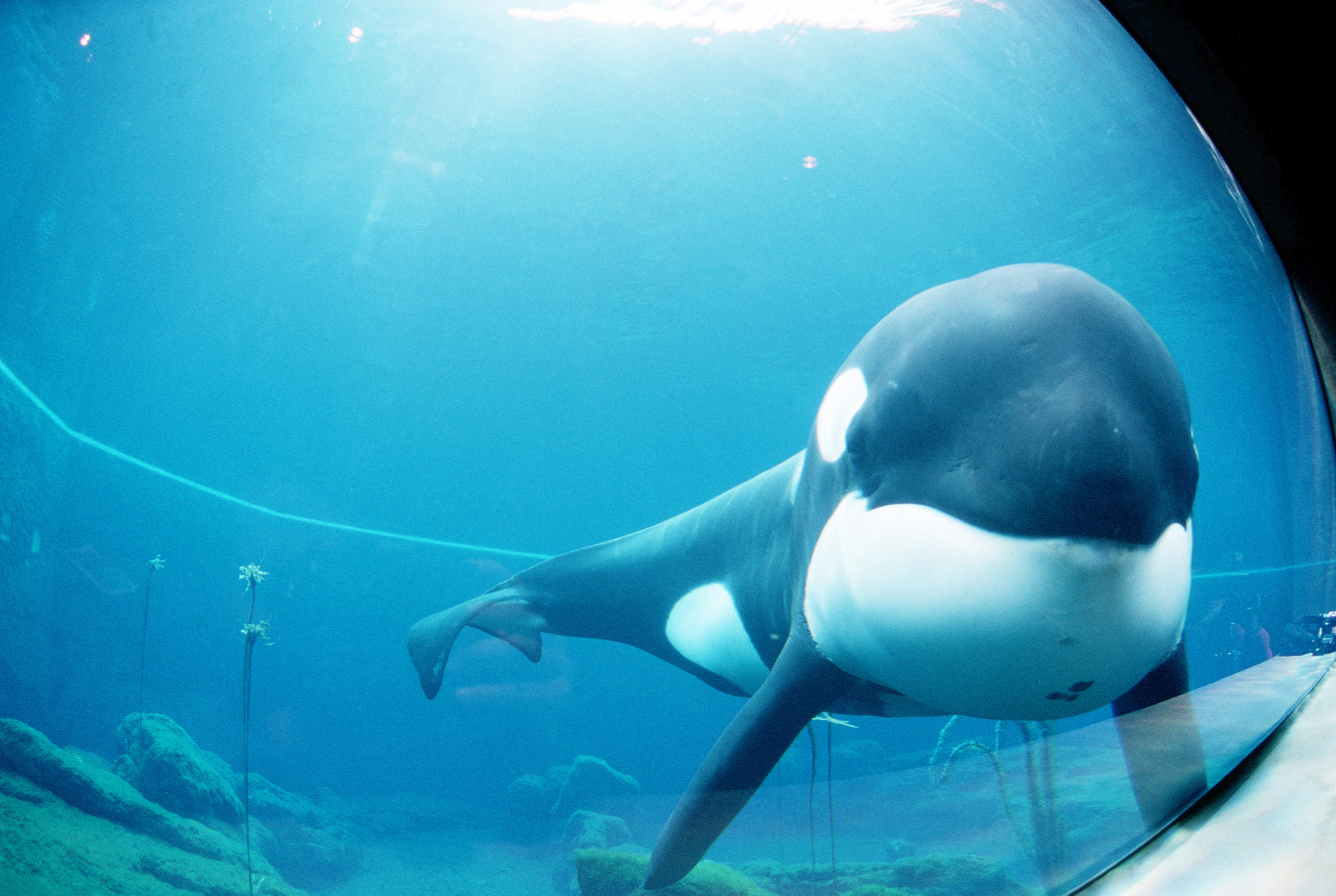
Orka Keiko - "Willy", grudzień 1998

Uwolnić orkę 3 (ang. Free Willy 3: The Rescue) – amerykański film familijny z 1997 roku, w reżyserii Sama Pillsbury’ego. Film jest trzecią, ostatnią częścią serii. Dwie poprzednie noszą tytuł: Uwolnić orkę oraz Uwolnić orkę 2. We wszystkich trzech częściach występują: Jason James Richter, August Schellenberg oraz orka Keiko. W roku 2010 nakręcono film Uwolnić orkę 4: Ucieczka z Zatoki Piratów, lecz nie jest on kontynuacją poprzednich trzech. Nie występują w nim również takie postacie jak: Jesse oraz Indianin Randolph.

## Opis fabuły
Jesse i Randolph wraz z grupą naukowców badają życie orek. Tropią również nielegalnych wielorybników; Johna Wesleya i jego załogę, którzy mogą zagrażać tym waleniom, w tym Willy’emu. Jesse, chcąc zapobiec nieszczęściu, nawiązuje kontakt z dziesięcioletnim synem Johna – Maxem, którego chce przekonać do współpracy w celu ochrony tych zwierząt. Ten, chcąc być lojalny wobec swego ojca, początkowo niezbyt chętnie reaguje na zabiegi Jessego. Stopniowo jednak, po bliższym kontakcie z Willym, sabotuje działania ojca i współpracuje z Jessem.

## Obsada (wybrane role)
- Keiko – orka "Willy"
- Jason James Richter – Jesse
- Vincent Berry – Max Wesley
- August Schellenberg – Randolph Johnson
- Tasha Simms – Mary Wesley
- Patrick Kilpatrick – John Wesley
- Matthew Walker – kapitan Drake